# José Soto
José Alberto Soto Gómez (ur. 11 stycznia 1970 w Limie) – peruwiański piłkarz występujący na pozycji obrońcy,. Wielokrotny reprezentant Peru, uczestnik czterech turniejów Copa América.
Jest bratem innego peruwiańskiego piłkarza, Jorge Soto.

## Osiągnięcia

### Sporting Cristal
- Zwycięstwo
  - Primera División de Peru: Descentralizado 1994, Descentralizado 1995

### Alianza Lima
- Zwycięstwo
  - Primera División de Peru: Apertura 2001, Apertura 2004, Descentralizado 2004

### Reprezentacja Peru
- Trzecie miejsce
  - Złoty Puchar CONCACAF: 2000